# Гумуш Давид Маркович
Давид Маркович Гумуш (нар. 1899 — пом. 1980, Севастополь, УРСР) —  радянський краєзнавець, караїмський громадський діяч і перекладач.

## Життєпис
Народився в караїмської сім'ї. У 1918 році закінчив Олександрівське караїмське духовне училище в Євпаторії. Учень Ш. М. Тіро і Арона Катика. Бажаючи продовжити освіту, разом зі своїм однокурсником по духовному училищу М. І. Авахом вступив до 7-го класу Євпаторійської чоловічої казенної гімназії, яку закінчив 1920 року.
До караїмської просвітницькому руху приєднався після виходу на пенсію, в 1960-их роках. Разом з Семітою Кушуль, Борисом Кокенаєм, Сераєм Шапшалом й іншими ініціював спробу відродження колишньої караїмської організації, яка ставила за мету вивчення караїмської історії та збереження пам'яток караїмської старовини. Займався збором матеріалів з історії, етнографії, фольклору караїмів, листувався з дослідниками, вченими, періодичними виданнями, державними й науковими організаціями. один з небагатьох представників караїмської еліти, знайомих з релігійним культом та знавцем давньоєврейської мови. Відомі його переклади творів Авраама Фірковича, Й. С. Луцького, Е. Дейнарда. За дорученням керівництва Кримського відділу Інституту археології АН УРСР виконав переклад російською мовою книги «Сефер Авне Зіккарон» Авраама Фірковіча. Публікація цього перекладу обговорювалася в листуванні з ГПБ імені М. Є. Салтикова-Щедріна, Академією наук УРСР. Також Давид Гумуш перевів роботу Ефраїма Дейнарда «Толедот Абен Решеф», присвячену біографії Авраама Фірковича. Серед інших перекладів відома біографія раббі Ісаака бен Соломона, написана гахамом Бабакаєм Бобовича, фрагменти з книг «Ор ха-Левана» Ісаака б. Соломона, «Бене Решеф» П. Смоленскіна, листи Іллі Казаса, Товія Леві-Бабовича, Я. М. Кокеная.
Давид Гумуш також став автором декількох статей з караїмознавства. У співпраці з археологом Євгенієм Веймарном і Кримським відділом ІА АН УРСР написав статтю «Мангуп і караїми», де вперше ввів в науковий обіг «Пісню про Мангуп» з караїмської меджуми, пов'язану з переселенням караїмів з вказаного міста. Також відомі статті: «Про караїмські пам'ятки», «Караїмське кладовище Мангупа». Стаття «Вся його життя пошук» написана в як реакція на матеріал ТАСС про Авраама Фірковіча в газеті «Кримська правда».
Архів, який залишився після смерті Давида Гумуша, переданий у серпні 1998 року його онуком Михайлом Севастопольській асоціації кримських караїмів «Фідан». Впорядкування матеріалів архіву проведена силами караїмського товариства й фахівцями-істориками. У складі документів виділені декілька груп: фольклорні матеріали, роботи інших авторів й рукописні матеріали, біографічні дані про караїмів-учасників історичних подій (Російсько-турецької війни, Громадянської війни, Російської революції та перших років комуністичної влади, Німецько-радянської війни та інші), книги, копії рідкісних статей з історії та етнографії караїмів, фотодокументи, особисте листування з різними організаціями, музеями, архівами та бібліотеками СРСР. У 2015-2016 році коштом субсидії російської влади соціально-орієнтованим некомерційним організаціям міста Севастополя архів Давида Гумуша зацифрувало Національно-культурне товариство караїмів Севастополя «Фідан».